# Daian-ji

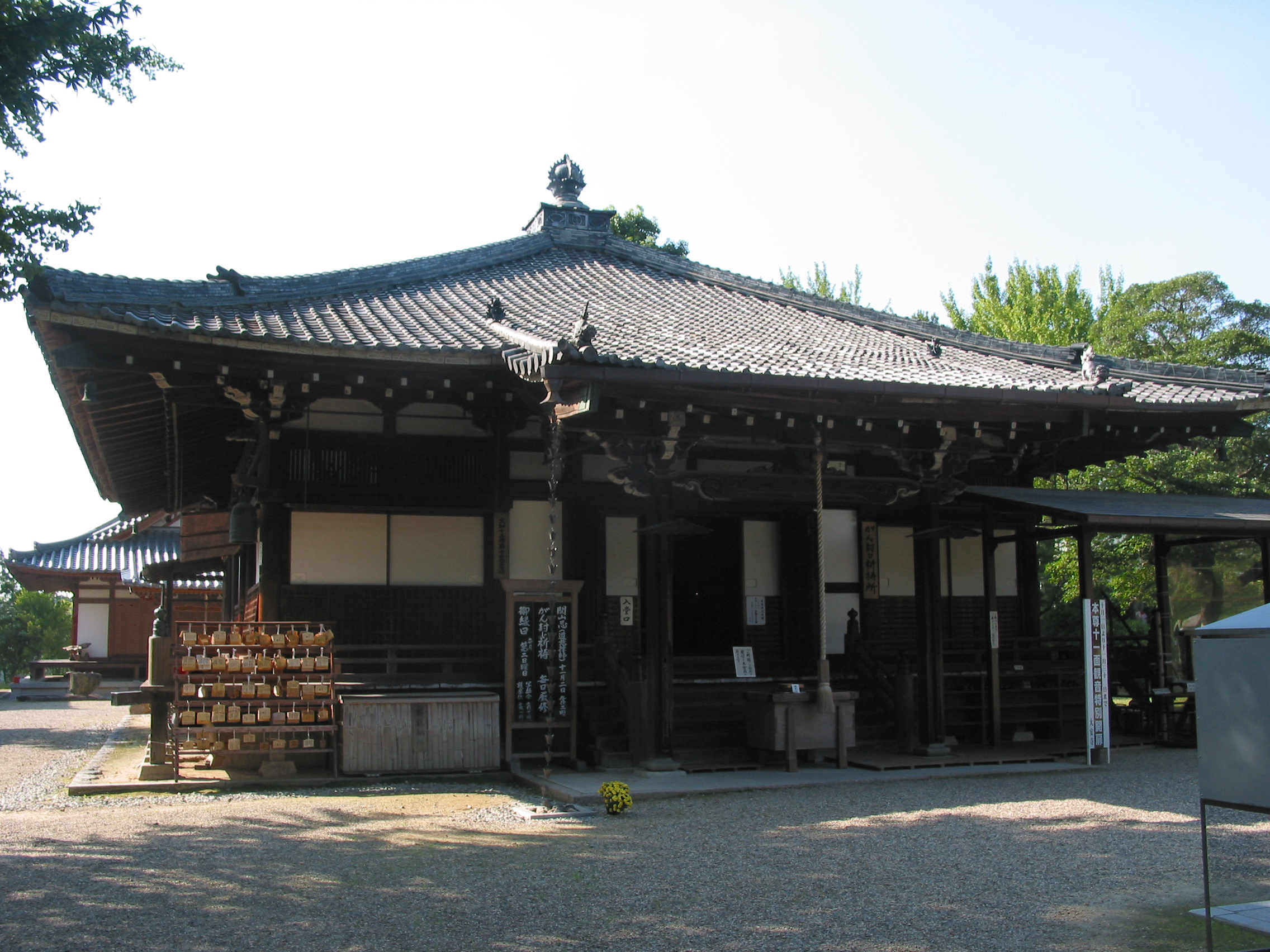
Daian-ji, Haupthalle

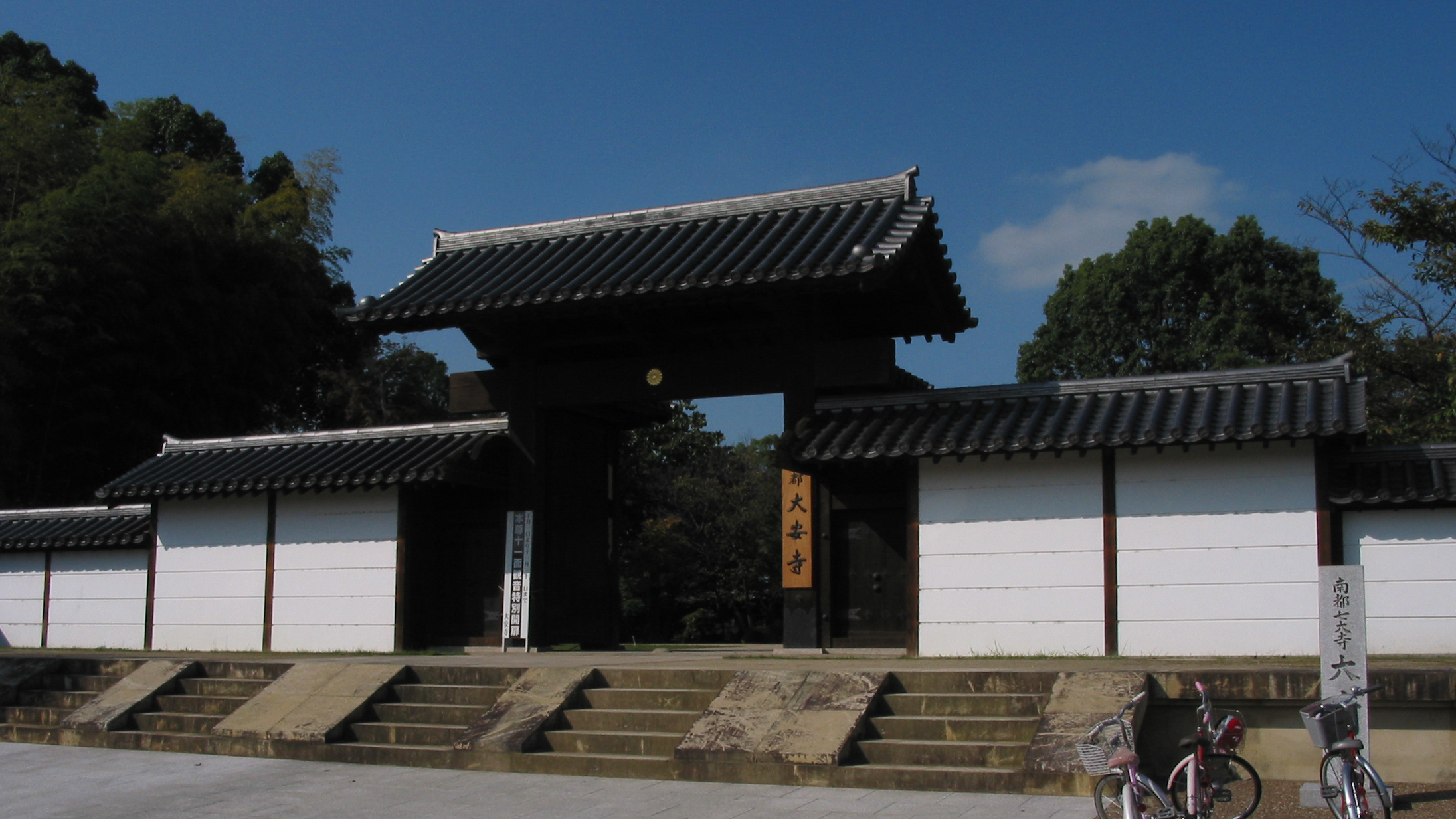
Südtor

Der Daian-ji (japanisch 大安寺) ist ein buddhistischer Tempel in der Stadt Nara, Präfektur Nara, einer früheren Hauptstadt Japans. Er ist einer der „Sieben großen Tempel der südlichen Hauptstadt“ (南都七大寺, Nanto shichi daiji).

## Geschichte
Die Überlieferung des Tempels besagt, dass es einen Vorläufer gab, einen Tempel, der vom Prinzen Shōtoku am Anfang des siebten Jahrhunderts mit dem Namen Kumagori-shoja (熊凝精舎) erbaut worden ist. Auf seinem Sterbelager soll er gegenüber Kaiser Jomei den Wunsch geäußert haben, den Tempel weiterzuentwickeln. So entstand der Kudara-no-ōtera (百済大寺), dann der Takechi-no-ōtera (高市大寺) in der ersten ständigen Kaiserstadt Fujiwara-kyō, der von Kaiser Temmu im Jahr 677 in Daikan-ji (大官寺) umbenannt wurde. Mit Verlegung der Hauptstadt nach Heijō-kyō, dem heutigen Nara, im Jahr 710, wurde auch der Tempel im Jahr 716 verlegt und nach alten Dokumenten während der Tempyō-Zeit (729–749) fertig gestellt. Er erhielt nun seinen endgültigen Namen Daian-ji, was sich mit „Tempel des großen Friedens“ wiedergeben lässt. Der Tempel nimmt in Bezug auf die von Süden her auf den Kaiserpalast zulaufende Hauptachse der Stadt gegenüber dem Yakushi-ji, der sich auf der westlichen Seite der Achse befindet, die spiegelbildlich östliche Position ein.

## Die Anlage
Die ursprüngliche Anlage folgte dem üblichen Sieben-Bauwerke-Muster der Zeit: von Süden nach Norden folgten aufeinander das Große Südtor (南大門, nandaimon), das Mittleres Tor (中門, chūmon), die Haupthalle (金堂, kondō), dahinter die Lehrhalle (講堂, kōdō) und schließlich das Refektorium (食堂, jikidō) auf einer Linie. Zwischen der Haupthalle und der Lehrhalle standen rechts der Sutrenspeicher (経蔵, kyōzō) und links der Glockenturm (鐘楼, shōrō). Eingerahmt war das Ganze von einem überdachten Umgang. Im Falle des Daian-ji standen vor dem Großen Südtor rechts und links zwei siebenstöckige Pagoden, eine ungewöhnliche Anordnung. Die beiden Pagodenfundamente sind noch vorhanden, das östliche wurde restauriert.
Der Tempel wurde in der Heian-Zeit (794–1185, auch 794–1192) mehrfach von Bränden und Blitzeinschlägen heimgesucht. Im Laufe der Zeit wurde er immer bescheidener wieder aufgebaut, so dass die heutige Anlage die einstige Größe nicht mehr ahnen lässt. Die heutigen Gebäude stammen aus der Meiji-Zeit. Die ursprüngliche Anordnung ist völlig verloren gegangen: jetzt sind die Gebäude um die Haupthalle herum gruppiert, das heutige Südtor befindet sich an der Südost-Ecke auf der restaurierten Plattform des Nandaimon und wurde erst kürzlich hier aufgebaut; es stammt aus einem nicht mehr existierenden Subtempel des Kōfuku-ji.

## Tempelschätze
Zu den Wichtigen Kulturgütern des Tempels gehören:
- eine stehende elfköpfige Kannon-Figur aus Holz in der 1922 erbauten Haupthalle, ein verborgenes Bildnis, das nur im Oktober/November öffentlich gezeigt wird
- eine stehende tausendarmige Kannon aus Holz, die auch Batō-Kannon, also Pferdekopf-Kannon genannt wird. Sie steht in dem Inanaki-dō (嘶堂) genannten Pavillon, wobei inanaki passend „wiehern“ heißt, ein verborgenes Bildnis, das nur im März öffentlich gezeigt wird
- im 1963 erbauten Schatzhaus aus Stahlbeton werden sieben Figuren ausgestellt
  - eine Fukūkenjaku-Kannon aus Holz der Japanischen Nußeibe
  - eine Yōryū-Kannon aus Holz der Japanischen Nußeibe
  - eine Shō-Kannon aus Holz
  - eine Gruppe der Vier Himmelskönige (Shitennō)

## Sonstiges
Vom Gebet in diesem Tempel erhoffen sich an Krebs Erkrankte Heilung. Ein besonderer Gebetstag ist der 23. Januar, an dem sich die Kōnin-e (光仁会) genannte Vereinigung trifft. Bei der Gelegenheit wird nach dem Gebet warmer Sasa-Sake (笹酒) ausgeschenkt.
Der heutige Daian-ji gehört zur Richtung des esoterischen Shingon-Buddhismus (Kōya-san-Shingon-shū). Sein Bergname ist Kumagori-san, worin wir seinen allerersten Namen wiederfinden.
Der Daian-ji ist die letzte Station eines Pilgerweges, der Yamato Jūsan Butsu Reijō genannt wird, also 13 buddhistische Stätten in der Provinz Yamato. Die meisten der Stationen sind Shingon-Tempel. Die Pilgerroute beginnt im Hōzan-ji in Ikoma-shi, dann geht es zum Saidai-ji in Nara, die vorletzte Station ist der Enjō-ji in Nara, und dann geht es zum Daian-ji als letzte Station.